# Картавцовы
Картавцовы (Картавцевы) — русский дворянский род.
Происходит от польского выходца Гаврила Полуектовича Картавцова, пожалованного поместьями и убитого под Конотопом в 1659. Его правнук, гренадер лейб-компании Герасим Никифорович Картавцов был пожалован дипломом на дворянство Высочайшим указом императрицы Елизаветы Петровны за активное участие в дворцовом перевороте 1741 года.
Евгений Эпафродитович Картавцов был до 1889 первым управляющим крестьянским и дворянским земельными банками; написал «Путешествие в Египет и Палестину» (СПб., 1893). Род Картавцовых внесён в VI часть родословной книги Тульской и Курской губерний. (Гербовник, VIII, 54).

## Описание герба
В щите, разделённом перпендикулярно надвое, в правой половине в чёрном поле, между тремя серебряными пятиугольными звёздами изображено стропило, с тремя на оном горящими гранадами. В левой половине, красном поле пять серебряных ластовиц.
Щит увенчан дворянскими шлемом, на котором наложена Лейб-Компании гренадерская шапка с страусовыми перьями красного и белого цвета, а по сторонам оной шапки видны два чёрных орлиных крыла и на них по три серебряные звезды. Намет на щите красного и чёрного цвета, подложенный серебром и золотом.

## Известные представители
- Картавцов Никифор - дьяк, воевода в Могилёве (1655-1656)[1].
- Картавцев  Исаак Никифорович - стряпчий (1682), стольник (1688-1692).
- Картавцев Яков Иванович - стряпчий (1692)[2].